# Lamyra taiga
Lamyra taiga är en tvåvingeart som beskrevs av Pavel Lehr 1991. Lamyra taiga ingår i släktet Lamyra och familjen rovflugor. Inga underarter finns listade i Catalogue of Life.